# Bertoald
Bertoald také Berthoald (6. století? – 25. prosince? 604 Étampes) byl na přelomu 6. a 7. století franský majordomus královského paláce v Burgundsku. Fredegarova kronika ho poprvé zmínila k roku 603 za vlády krále Theudericha II. Úřad majordoma zastával až do své smrti v roce 604. Podle Fredegarovy kroniky byl odměřený ve způsobech, moudrý, opatrný, statečný v boji a zachovávající víru všem lidem.
V roce 604 burgundský král Theuderich II. na návrh své babičky Brunhildy poslal Bertoalda, aby provedl kontrolu královské vily podél řeky Seiny. Byla to pouhá zámínka k tomu, aby byl zavražděn v době, kdy nebude na královském dvoře. Vraždu zosnovala královna Brunhilda, která se chtěla Bertoalda zbavit a do úřadu majordoma dosadit svého milence Protadia. Bertoald se v čele oddílu tří set mužů vydal do Arles. Když se o jeho cestě dozvěděl král Neustrie Chlothar II., vyslal svého syna Merovecha a neustrijského majordoma Landricha, aby na něj zaútočili. Během útoku Bertoald musel uprchnout do Orléans, kam ho Landrich pronásledoval a obklíčil, čímž porušil mírovou smlouvu s Theuderichem II., který o Vánocích roku 604 vyrazil do Étampes, kde se střetl s vojsky Merovecha a Landricha. S pomocí Bertoalda oba protivníky porazil a dobyl Paříž. Merovech byl zajat a Landrichovi se podařilo uprchnout. Bertoald své nepřátelé po bitvě pronásledoval příliš daleko. V následném souboji byl zavražděn, i když věděl jakému nebezpečí byl kvůli intrikám Protadia a Brunhildy vystaven. Po vraždě Protadius převzal úřad majordoma Burgundského království.